# 白莲湖
白莲湖是一个位于中国江苏省昆山市的湖泊，面积约为6.2平方千米，蓄水量约为900万立方米。2005年2月，被列入江苏省湖泊保护名录。